# 曾芑
曾芑，福建福州府怀安县人，明朝政治人物。

## 生平
建文元年（1399年），曾芑中式已卯科福建乡试第三十九名舉人。建文二年（1400年）聯捷庚辰科進士。